# Ådalsbruk
Ådalsbruk is een plaats in de Noorse gemeente Løten, fylke Innlandet. Ådalsbruk telt 593 inwoners (2012) en heeft een oppervlakte van 0,80 km².
Ådalsbruk was rond 1900 een van de grootste industriële plaatsen tussen Oslo en Trondheim, met de ijzergieterij Aadals Brug Jernstøberi og Mekaniske Værksted (1828) en een papierfabriek, Klevfos Cellulose- og Papirfabrik (1888). De ijzergieterij is afgebrand in 1928, terwijl de papierfabriek in 1976 gesloten is. In het gebouw van de papierfabriek zit nu een museum, het Klevfos Industrimuseum.
Vroeger had de plaats een eigen station, Ådalsbruk Stasjon, aan de Spoorlijn Hamar - Trondheim.
Ådalsbruk was de geboorteplaats van Edvard Munch (1863).
Ådalsbruk · Jønsrud · Løiten Brænderi · Løten · Oppegård · Roko · Ruskåsen · Slettmoen